# Tlukot mého srdce se zastavil
Tlukot mého srdce se zastavil, ve francouzském originále De battre mon cœur s'est arrêté, je francouzský film režiséra Jacquesa Audiarda z roku 2005, oceněný osmi Césary, včetně kategorií nejlepší film a nejlepší režie. Film též získal cenu BAFTA pro nejlepší neanglicky mluvený film a Stříbrného medvěda na Berlinale za nejlepší filmovou hudbu (Alexandre Desplat). V hlavních rolích se objevili Romain Duris a Niels Arestrup.
Film je remakem filmu Jamese Tobacka, Prsty (v originále Fingers) (1978) s Harveyem Keitelem a Jimem Brownem.
Film byl poprvé uveden na Berlinale dne 17. února 2005. Oficiální premiéra ve francouzských kinech proběhla 16. března 2005. V českých kinech film uveden nebyl, ale v roce 2008 byl vydán na DVD.

## O filmu
Osmadvacetiletý Thomas je stejně jako jeho otec pochybný obchodník s nemovitostmi v Paříži. Kdysi se chtěl stát klavíristou jako jeho matka, ale po její smrti od toho upustil. Podléhá citovému vydírání a nemorálnosti svého stárnoucího otce, žije v násilnickém světě, nemá slitování s přistěhovalci, které vystěhovává z nevyhovujících budov, jež skupuje, a se všemi svými blízkými má špatné vztahy.
Jednoho dne potká muže, který byl kdysi manažerem jeho matky. Ten mu nabídne, ať se zúčastní konkurzu. V Thomasovi se oživí naděje, že se stane klavíristou, a rozhodne se trénovat s pomocí talentované čínské studentky, která neumí francouzsky. Při čekání na konkurz musí pokračovat ve své stále nesnesitelnější práci, a pomáhat svému otci, kterého podvedl ruský mafián. Neúnavně zkouší, ale kvůli svým spolupracovníkům zmešká konkurz a viditelně rozzuřený odchází před zraky ohromeného, ale zdvořilého agenta, který mu říká, aby to zkusil znovu. Jeho otec je zavražděn ve svém domě, který je navíc vyloupený.
O dva roky později se v koncertním sále chystá recitál čínské studentky, nyní Thomasovy přítelkyně. Poté, co ji Thomas vysadí u vchodu, jede zaparkovat své auto. Když prochází kolem veřejných záchodků, poznává ruského mafiána. Svádějí nelítostný boj. Ruský mafián vytáhne samonabíjecí zbraň, ale Thomasovi se ji podaří zneškodnit a namíří na něj. Po chvíli váhání pokus o zabití vzdá a odhodí zbraň. Thomas od zraněného, ale živého mafiána odchází, očistí se, a přesune se do sálu, aby si poslechl koncert své přítelkyně. Svými zkrvavenými prsty brnká do prázdna a vypadá, že je okouzlený.

## Obsazení
| Romain Duris     | Thomas Seyr               |
| Niels Arestrup   | Robert Seyr               |
| Jonathan Zaccaï  | Fabrice                   |
| Gilles Cohen     | Sami                      |
| Linh-Dan Pham    | Miao Lin                  |
| Aure Atika       | Aline                     |
| Emmanuelle Devos | Chris                     |
| Anton Yakovlev   | Minskov                   |
| Mélanie Laurent  | Minskovova přítelkyně     |
| Agnès Aubé       | žena                      |
| Emmanuel Finkiel | vyučující na konzervatoři |